# Babiyal
Babiyal é uma vila no distrito de Ambala, no estado indiano de Haryana.

## Demografia
Segundo o censo de 2001, Babiyal tinha uma população de 21 650 habitantes. Os indivíduos do sexo masculino constituem 52% da população e os do sexo feminino 48%. Babiyal tem uma taxa de literacia de 73%, superior à média nacional de 59,5%; com 56% para o sexo masculino e 44% para o sexo feminino. 12% da população está abaixo dos 6 anos de idade.